# Tyra Ferrell
Tyra Ferrell (Houston, 28 januari 1962) is een Amerikaanse actrice.

## Biografie
Ferrell is vanaf 9 april 1992 getrouwd.

## Filmografie

### Films
Uitgezonderd korte films.
- 2020 A New York Christmas Wedding - als Alison Wilks
- 2019 The Bobby DeBarge Story - als Etterlene DeBarge
- 2016 The Exorcist III: Legion - als verpleegster Blaine
- 2004 NTSB: The Crash of Flight 323 – als ??
- 2004 The Perfect Score – als moeder van Desmond
- 1993 Poetic Justice – als Jessie
- 1993 Better Off Dead – als Cutter Dubuque
- 1993 Ulterior Motives – als receptioniste
- 1992 Equinox – als Sonya Kirk
- 1992 White Men Can't Jump – als Rhonda Deane
- 1992 You Must Remember This – als Ricki Sewell
- 1991 Boyz n the Hood – als Mrs. Bakker
- 1991 Jungle Fever – als Orin Goode
- 1990 The Exorcist III – als verpleegster Blaine
- 1989 The Mighty Quinn – als Isola
- 1989 The Neon Empire – als Samantha
- 1988 Side by Side – als Rita Gold
- 1988 School Daze – als Tasha
- 1988 Tapeheads – als vliegmeisje
- 1987 Nuts – als vrouw in cel
- 1987 Lady Beware – als Nan
- 1987 Gimme an 'F' – als Rocket Rafferty
- 1981 So Fine – als receptioniste

### Televisieseries
Uitgezonderd eenmalige gastrollen.
- 2015 Empire - als Roxanne Ford - 4 afl.
- 2000 The Corner – als Elia Thompson – 5 afl.
- 1996 – 1997 The Cape – als Tamara St. James – 17 afl.
- 1994 ER – als dr. Sarah Langworthy – 6 afl.
- 1990 City – als Wanda Jenkins – 13 afl.
- 1989 – 1990 Thirtysomething – als Ricky Bianca – 4 afl.
- 1987 – 1988 The Bronx Zoo – als Roberta Hughes – 11 afl.
- 1987 Square One TV – als Ginnie Carlson – 3 afl.

- International Standard Name Identifier: 0000 0000 5225 5233
- Library of Congress Control Number: no00021845
- Virtual International Authority File: 6932333
- WorldCat: E39PBJppC89YJmWPRWRymt3CwC